# لوسي (مستحاثة)

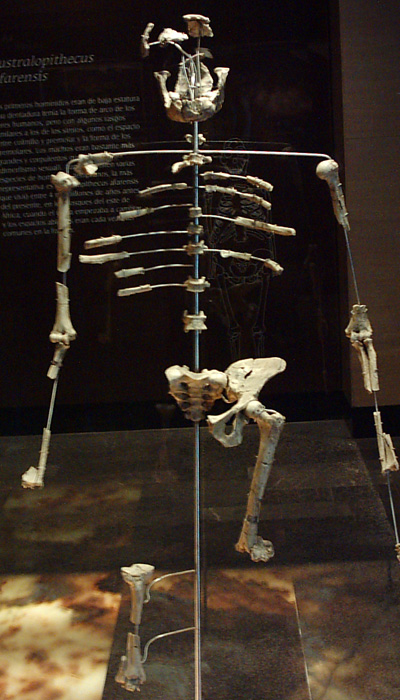
إعادة تركيب للهيكل العظمي للوسي (A.L.288-I) عثر عليه عام 1974 في أثيوبيا الجمجمة صغيرة تشبه القرود عديمة الذيل، وتوجد علامات على إمكانية للمشي المنتصب على قدمين.

لوسي هو الاسم الشائع لمستحاثة تحمل الرمز (A.L.288-I)، وتتألف من عدة مئات من الشظايا العظمية التي تكون بمجموعها 40% من هيكل عظمي لأنثى من نوع أوسترالوبيثيكوس أفارينيسيس، عاشت وماتت قبل 3.2 مليون سنة. عثر على المستحاثة في أثيوبيا عام 1974 في متاهة من الأودية الضيقة في منطقة عفر إحدى أقاليم أثيوبيا كل من دونالد جوهانسون، وموريس تاييب، وتوم جاري.

## اكتشاف لوسي

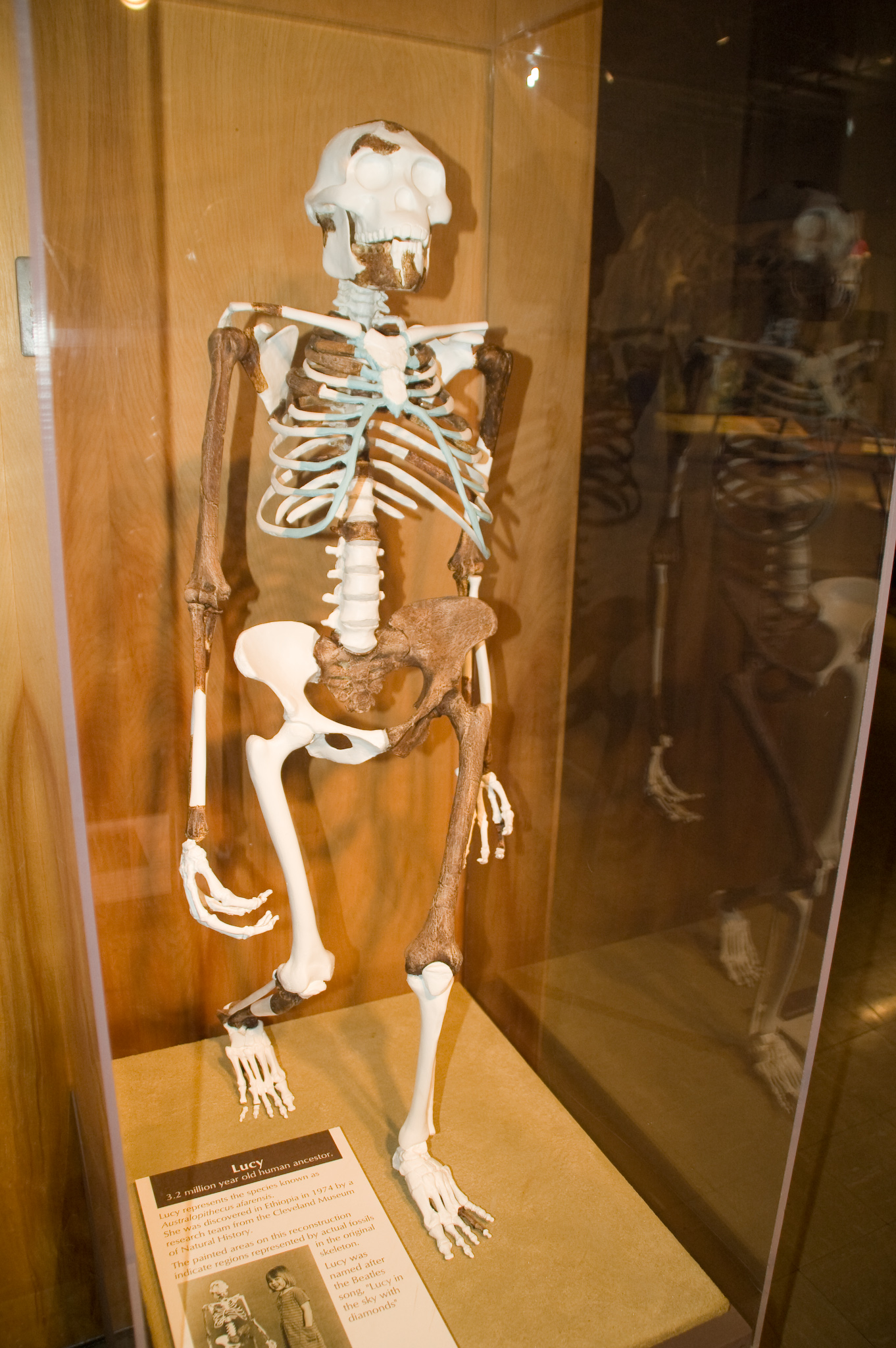
نموذج اصطناعي للوسي في متحف كليفلاند، كل الهيكل اصطناعي ولكن القطع البنية مطابقة للقطع الأصلية والبيضاء تخيلية لتتمة الهيكل

شعار محرك بحث قوقل بمناسبة الذكرى 41 على اكتشاف (مستحاثة) "لوسي"، كأقدم كائن سار على قدمين.

اكتشف لوسي (A.L.288-I) في عام 1974 في متاهة من الأودية الضيقة في إقليم منطقة عفر في أثيوبيا كل من دونالد جونسون وموريس تاييب وتوم جاري. وبعد اكتشاف 40% من هيكلها العظمي قرر العلماء أنها لشبيه الإنسان، وصُنفت على أنها من نوع أوسترالوبيثيكوس أفارينيسيس Australopithecus afarensis (حيث afarensis نسبة إلى منطقة عفر الأثيوبية، أو Afar) وقُدِّر عمرها بحوالي 3.2 مليون سنة، وأنها في حياتها بلغ طولها 1.1 مترا ووزنها 29 كيلوجراما، واستنتجوا أن الهيكل يعود لأنثى أطلقوا عليها اسم «لوسي» تيمنا بأغنية لفريق البيتيلز البريطاني (لوسي في السماء مع الماسات)، وقد كانت الأغنية تتردد باستمرار في معسكر التنقيب.
في عام 2000 تم اکتشاف المستحاثة سلام في أثیوبیا وهي ترجع لطفلة من النوع الانتقالي Australopithecus Afarensis عاشت قبل ما یقرب من 3,3 ملیون سنة من الآن. استغرق استخراجه من المتحجرة من قبل فریق من العلماء زهاء 6 سنوات متواصلة من العمل. تشبه لوسي في تكوينها التشريحي إلى حد كبير الشمبانزي، وبالرغم من صغر حجم المخ (375 سم3) مقارنة بالإنسان العاقل (1200 سم3) فإن عظام الحوض والأطراف السفلية تتطابق وظيفياً مع نظيرتها عند البشريين، وترجح أن شبيه الإنسان هذا استطاع المشي منتصباً علي قدمين وإن كان بدرجة اقل كفاءة من الإنسان. في عام 1975 اكتشف العلماء 13 هيكلاً آخر من نفس الجنس في ما يدل علي أن الجماعة قد أصيبت بكارثة طبيعية كفيضان أو غيره. هذا الاكتشاف أدى إلى معرفة الكثير عن حياة هذا الجنس شبه البشري وعلاقاته الاجتماعية. وقد أخذت لوسي شهرة إعلامية ضخمة، وعرضت شظايا المستحاثة في معرض جوال بعنوان (ميراث لوسي: كنوز أثيوبيا المخفية) استغرقت ستة سنوات في الولايات المتحدة، وحاليًا توجد في المتحف الوطني الأثيوبي بعد أن أعيدت له في 2013 وما يعرض في المعارض هو قوالب مصنعة.
وقد رجحت دراسة أجريت في 2016 أن لوسي كانت تعيش متسلقة على الأشجار.

## التقديرات العمرية لأحفورة لوسي
كان موريس تاييب وجيمس أرونسون من بدءا في عام 1974، بمعمل أرسون بجامعة كيس وسترن ريسرف، المحاولات الأولية لتقدير عمر الأحافير باستخدام طريقة قياس إشعاعات البوتاسيوم-أرجون. إلا أن هذه الجهود أعيقت بفعل عدة عوامل: كانت الصخور الموجودة في منطقة استرداد الأحفورة قد تأثرت أو تغيرت كيميائيا بفعل النشاط البركاني؛ وكانت البلورات الصالحة للتأريخ شديدة الندرة في مواد العينة؛ وكان هناك غياب كامل للفتات الخفافي في الهدار. (كان الهيكل العظمي للوسي متواجدا في جزء من تسلسل الهدار الذي تراكم بفعل أسرع معدل للترسيب، الأمر الذي تسبب بشكل جزئي في الحفاظ على لوسي في بطريقة ممتازة).
أوقف العمل الميداني في الهدار في شتاء 1976-1977. وعندما استكمل بعد 30 عام في 1990، كانت تكنولوجيا الأرجون-أرجون قد حُدِّثت من قبل ديريك يورك بجامعة تورنتو. وبحلول عام 1992 كان أرونسون وروبرت قد اكتشفا عينتين ملائمتين من الرماد البركاني –كانت العينة الأقدم من الرماد قابعة تحت الأحفورة بـ 18 مترا، وكانت الأصغر قابعة تحتها بمتر واحد، وهو ما يحدد عن قرب عمر ترسب العينة. أُرخت هذه العينات بطريقة الأرجون-أرجون من قبل والتر بمعمل التاريخ الجيولوجي بمعهد الأصول البشرية، وقدر عمرها على أنه ما بين 3.22 إلى 3.18 مليون عام.

## الأبحاث التي أجريت علي هيكل لوسي
نشرت أول صورة لهيكل لوسي في نفس العام وفي العام التالي نشر عنها أول بحث والذي بين أن الحوض يحمل بعض أوجه الشبه بـ (STS14 ،Australopitheus africanus) أحد الأنواع الأخرى الشبيهة بالإنسان. وعظام الركبة متشابهة مع A.L. 129 (حفرية من نفس الجنس).
وفي العام 1976 نشر بحث يقرر أن عظام الركبة والرضفة ولقيمات عظمة الفخذ AL129 تتشابه مع الصفات الحركية (للإنسان الحديث (العاقل) homo sapiens) بالإضافة إلى القدرة على فرد المفصل بشكل شبه مستقيم وهي صفة يتميز بها الإنسان الحديث وتؤهل للسير منتصب القامة على قدمين. وبعدها بسنة ظهرت دراسة تقيم القدرات الحركية للوسي وأوضحت أن القدرة التناوبية لعظمة القصبة تزيد عن مثيلها في الإنسان بثلاث إلى أربع مرات.
وفي عام 1979 أثناء مؤتمر الجمعية الأمريكية للأنثروبولجيين قدم لوفجوي بحثه حول تجميع هيكل لوسي. وخاصة عظام الحوض والذي بين قدرات التأقلم مع المشي علي قدمين وذلك نظرًا لعرض عظام الحوض وبالتحديد العظم اللوحي.
وفي نفس العام قدم «هاري» اكتشافه بتوثيق بصمة قدم (Laetoli Hominid) وبين قدرته على الوقوف منتصبًا علي قدمين والمشي بخطوات متزنة. ثم قام «لفجوي» بنشر بحثه الثاني عن تكيف السلوك الجنسي للـ A.afarensis مع المشي منتصباً. وتلا ذلك بحثان عن Hominid Laetoli عن تماثل حركة المشي مع الإنسان الحديث.
وفي نفس الوقت قام باحثون آخرون بدراسة الأطراف العلوية للوسي ولاحظوا تشابه تكوين عظام العضد والساعد والكتف مع القردة، واستنتجوا قدرة لوسي علي التعلق وتسلق الأشجار.
استمرت الأبحاث حول عظام الركبة والفخذ ونشر «تراديوس» أبحاثه التي فحص خلالها تشكيل الأطراف السفلية وقام بقياس انحناءات عظام الحوض والفخذ والساق. وقدر أن قدرة لوسي على المشي علي قدمين أقل من قدرة الإنسان الحديث، ولكنها تتميز بقدرة أعلى على التسلق، وإن كانت أقل من قدرات القردة العليا. ومما أكد الاستنتاج الأخير الفحوصات التي أجراها Tuttle على عقلات الأصابع، والتي بينت مقدار تقوسها مما قد يناسب تسلق الأشجار.
في العام التالي نشر «جونسون وإيدي» كتابهما “لوسي، بدايات الجنس البشري"، وذكروا فيه أن لوسي لم تكن تستطيع تسلق الأشجار بكفاءة، وأن الطول النسبي لعظام الأصابع وانحناء عظام الرسغ وإن كان يقترب من عظام القردة؛ إلا أنه لا يسمح بالتسلق بنفس الكفاءة، وأن هذا يمثل مرحلة وسيطة بين الإنسان والقردة. بالإضافة إلى أن فحوصات الحوض والفخذ والركبة بينت القدرة علي المشي بخطوات تكاد تطابق الأداء الحركي للإنسان الحديث. وأكد هذه الملاحظات Laetoli (سبق ذكره).
في عام 1983 نشر «جونكارز» أبحاثه عن النسب القياسية لأطراف لوسي، وأوضح قصر عظام الفخذ والعضد مقارنة بالإنسان الحديث، واستنتج أن قدرتها علي تسلق الأشجار أقل من القردة، وقدرتها علي الركض أقل من سرعة الإنسان الحديث. وهو ما يتفق مع استنتاجات «جونسون وإيدي».
في عام 1982 قام «فلدسمان» بسلسلة أبحاث قارن فيها بين القياسات المترية لعظام الساعد لدي مجموعات القردة والإنسان الحديث وبعض الهياكل والحفريات. وقرر ان لوسي تمثل مرحلة بدائية قد تكون النقطة التي بدأ عندها الانفصال النوعي بين Hominid (شبيه الإنسان) وPongid (وهي العائلة التي تجمع الشمبانزي والغوريلا والأورانج).
في عام 1983 نشر «ستيرن وجونكارز» بحثهم عن الأداء الحركي للوسي، وتبعه على مدي عقدين مجموعة هامة من الأبحاث المتصلة التي أوضحت بشكل محدد التشابه والاختلاف بين لوسي والإنسان الحديث من جهة وبينها وبين القردة العليا من الجهة الأخرى.
ومما أوضحته هذه المجموعة من الأبحاث هو التكوين التشريحي للوسي، والذي يهئ لها القدرة على المشي على قدمين. مثل قصر الفقرات العحزية، والإزاحة الخلفية لمفصل الفخذ، وأزدياد زاوية لقيمات عظام الفخذ في اتصالها مع الركبة. كما أوضحت القصور في بعض هذه الصفات التشريحة عن أن تتطابق مع مثيلها في الإنسان الحديث. مثل انعدام التمدد الكامل لمفصلي الفخذ والركبة أثناء الوقوف. وقصر المسافة بين نتوءات عضلات الآلية مما لا يوفر الدعم الكافي لتقليل التأرجح أثناء السير (وهو ما يقترب من خطوة الشمبانزي والغوريلا أثناء المشي علي قدمين).
وبالتوازي، استمرت الأبحاث من مجموعات بحثية مختلفة علي عظام الساعد واليد والتي حددت مدى القدرة علي التسلق.
ومن الأبحاث المتفق على نتائجها، ولم يتم معارضتها إلى الآن بشكل قوي، ما نشره «كوري» في 1990 وأوضح فيه نسبة طول عظام الساعد إلى عظام الفخذ لدي لوسي مقارنة بفصيلتين من الشمبانزي (أقرب القردة العليا الحالية للإنسان الحديث) والغوريلا من جهة، ومن جهة أخرى بينها وبين عظام الإنسان الحديث. وكانت النائج أن الإنسان يمتلك أذرع أقصر من الشمبانزي (مقارنة بطول الأرجل)، ووضعت النسب لوسي بين الاثنين تماماً. وكانت نسبة عظمة الساعد إلى عظمة الفخذ 84.6% عند لوسي، و71.8% عند الإنسان الحديث، و97.8% عند الشمبانزي.

## العظام المكتشفة للوسي

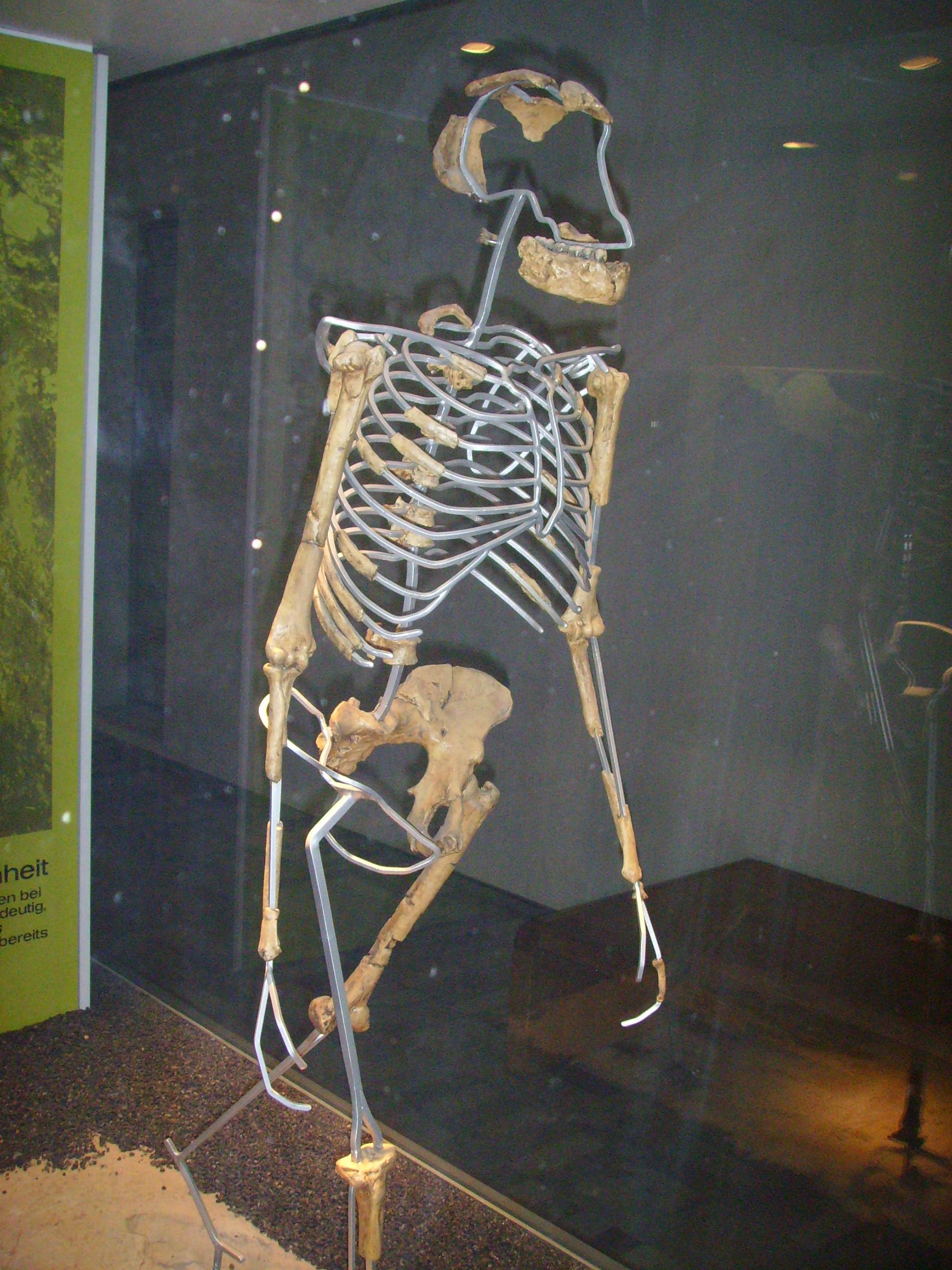
عرض جانبي لإعادة تكوين الهيكل العظمي للوسي

بتأمل الهيكل في الصورة نري ان عظام الذراع الأيمن والأيسر وعظام الساعدين موجودة بالإضافة الي بعض عظام اليد اليسري وبعض فقرات الاصابع والترقوة اليمني.
عظام الأطراف السفلي تتكون من عظام العجز وعظمة الحوض اليسري والفخذ اليسري والساق اليمني بالإضافة الي احدي عظام مفصل القدم اليمني هذا بالإضافة الي الجمجمة (غير مكتملة) وبعض الضلوع والفقرات

## الدراسات على شكل القدم والأصابع
في عام 1978 قام العالمان «وايت» و«سيو» ببناء تقديري لقدم لوسي. واعتمدوا في هذا علي الصفات التشريحية لباقي العظام آخذين في عين الاعتبار الدراسات التي قام بها Tuttle وفريقه والدراسات الأخرى التي قام بها «سترن» و«سوسمان». وبمقارنة نتائجهم مع آثار الأقدام المكتشفة في تنزانيا توصلوا إلى أن أفارينيسيس يمثل النموذج الأرجح لهذه الآثار. وأظهرت الدراسات أن طول أصابع الأقدام بالنسبة لطول القدم يقع بين الغوريلا والإنسان. ويمثل زيادة مقدارها 45% إلى 50% من النسبة المقابلة في الإنسان الحديث. بينما كانت نسبة طول القدم إلى طول عظمة الفخذ مساوية للحد الأعلي لمتوسط النسبة المماثلة في الإنسان الحديث. في المقابل أظهرت دراسة «لاتيمير» عام 1990 بعد مقارنة مع عظام العينة أن الطول المتوقع لعقلات أصابع الأقدام أقصر من تقدير البحث السابق. بعدها قام «سترن» بمقارنة مع عدد من الحفريات الأخرى من نفس الجنس (AL 333 – AL 115) واستنتج أن طول أصابع قدم لوسي يماثل طول أصابع طفلة عمرها سنتين.
أظهرت نتائج فحص الجزء السفلي من عظمة الساق أن وضع المفصل يسمح بمدي حركة أكبر من الموجود لدي الإنسان. ثم قام «آسفاو» بتكرار التجربة باستخدام عدد أكثر من العينات البشرية ووجد أن هذا المدى من الحركة موجود عند 9% من البشر. ومن بعده أوضح «مكلاتشي» أن عظمة الفخذ تتخذ وضعاً متباعداً عن الأخرى في الوضع السالب للساق وهو أكثر من نظيره في الإنسان.
كانت التسعينات بداية لسلسلة جديدة من الأبحاث التي أوضحت نقاط الاختلاف حول بعض التقاصيل. في بحث أجراه «راك» أوضح أن مدى الحركة للأطراف السفلية حول المحور الأفقي متماثل بين لوسي والإنسان الحديث ولكنه يختلف عن الحركة على المستوي الرأسي، وبين أن هذا التكوين يمكّن لوسي من المشي بخطى قريبة من خطى البشر بالرغم من قصر عظام الأرجل، ويرجع هذا لعرض عظام الحوض واتساع مدي الحركة ومن ثم يؤدي إلى ازدياد استهلاك الطاقة (وقدم هذا في أبحاث أخرى علي أنه تفسير لعدم استمرار هذا التكوين التشريحي حيث أن التكوينات التالية في القردة والأنسان أكثر كفاءة من حيث استخدام الطاقة.. ولكن لم تجر أبحاث أخرى تؤيد أو تنفي).
ثم قامت «بيرج» بأبحاثها التي توصلت من خلالها إلى تصميم نموذجين للحركة العضلية لمحاور الحوض والركبة ومفصل القدم للوسي – أحدهم يمثل التوزيع العضلي للقردة. والأخر للتوزيع العضلي للإنسان بما يتناسب مع تكوين هيكل لوسي. وكانت المفاجأة، التكوين العضلي الخاص بالقردة أكثر ملائمة لهيكل لوسي ويمكنها من المشي علي قدمين بشكل أفضل من التكوين العضلي البشري مما أكد مرة اخري الاستهلاك العالي في معدل الطاقة المطلوبة نظراً لقوة العضلات والتي يمكنها تحريك الفخذ أكثر من تثبيته. واشتمل تحليلها النهائي علي أنه بالرغم من أن هذا التكوين العضلي يناسب المشي علي قدمين إلا أنه يوفر مدي أوسع للحركة مما يلائم الحركة فوق الأشجار. وهو ما يشير الي قدرة لوسي المتوازنة علي المشي والتسلق. وهو ما أكدته أبحاث «راف» فيما بعد.
قام «كرومبتون» بتطبيق نموذج رياضي حسابي علي نمط الحركة لدي لوسي واقترح زيادة حرارة الجسم نتيجة المشي بانتصاب ولكن أبحاث أخرى أثبتت أن الزيادة في الجهد الحراري مقبولة عندما يكون الهدف هو البحث عن الغذاء وهو ما يماثل الجهد الحراري الناتج عن حركة القردة العليا بما فيها الإنسان.

### نتائج أبحاث أخرى
مجموعة أخرى من الأبحاث على الأطراف العلوية والسفلية للوسي أوضحت الآتي:
- الأطراف العلوية: الانحناء الموجود في عقل الأصابع يتناسب مع القدرة علي تسلق الأشجار.[36]
- الأطراف السفلية: لقيمات عظام الفخذ السفلية للوسي والتي تكون جزء من مفصل الركبة لها نفس التكوين التشريحي لعظام أطفال الإنسان الحديث... وفي المقابل تختلف كليا عن صغار الغوريلا والبابون والشمبانزي والمكاك.[37][38]

وبتأمل كل الأبحاث السابقة لم يكن من الغريب أن يقوم العلماء بتصميم نموذجي لشكل لوسي بما فيه القدم وبما يتناسب مع اكتشافاتهم وتحليلاتهم. والعمل علي تعديل النموذج وتطويره بهدف فهم أكثر للنظام الحركي وأسلوب المعيشة.
ولعل واحدة من أحدث المحاولات لتصميم هذا النموذج هي ما قامت به Berge&Daynes وقد استخدموا الآتي:
- حفريات من نفس الجنس (AL417 – AL 444-2 – AL 288).
- الصفات التشريحية والنظام البيوميكانيكي للقردة العليا لتصميم الجهاز العضلي ومعادلات التوازن الحركي.
- آثار الأقدام المكتشفة والتي تعود للـ hominids (Laetoli footprint).
- نتائج الأبحاث السابقة عن الوظائف الحركية والبيولوجية للوسي مع الأخذ في الاعتبار الدرجات المتفاوتة من الشبه والاختلاف بينها وبين القردة والإنسان.

وفي تصميم القدم تحديداً استعانوا بنماذج تقديرية بعد اختبارها علي الشمبانزي والقردة العليا والإنسان لتحديد نقاط الارتكاز وتحمل الوزن وانتقال مركز ثقل الجسم أثناء الوقوف والحركة والركض بالإضافة إلى توزيع الجهد العضلي في حالة استخدام قدمين أو أربعة.
ومما يؤكد دقة هذا النموذج هو الدراسة التي قام بها سيلرز عام 2005 وفيها قام ببناء نموذج حاسوبي لحساب النمط الحركي الأكثر ملائمة من حيث القامة والتكوين التشريحي والنشاط المعيشي وتوفير الطاقة. وقبل تطبيق النموذج على لوسي قام باختباره لتحديد النمط الحركي للإنسان. وأثبت النموذج درجة تماثلية في توقع الأنماط الحركية. ومن ثم قام بتطبيقه على لوسي في مختلف ظروف الحركة والتسلق والركض، وبقياس معدلات انقباض العضلات وطول الخطوات وسرعتها، بين النموذج أن لوسي كانت كائناً يتحرك علي قدمين بشكل كامل.
وهكذا مع تسلسل الأبحاث وأعادة بعضها واخنلافها في أساليب البحث والتفاصيل وطرق الاستدلال نراها تشير بوضوح إلى نقطتين:
1. قدرة لوسي على تسلق الأشجار واحتفاظها بشكل يشبه الأطراف العلوية للقردة.
2. قدرة لوسي على المشي منتصبة علي قدمين واقتراب نمط خطواتها من الإنسان الحديث.

## نتائج ما تم من أبحاث
يعتقد العلماء أن لوسي تمثل إحدى الحلقات الانتقالية الهامة بين القردة العليا والإنسان وتمثل صفاتها التشريحية مرحلة وسيطة بين الصفات التشريحية للإنسان الحديث والقردة العليا.
و تتمثل هذه الصفات في:
- تكوين عظام الحوض والساقين والساعدين مما يؤهلها للمشي منتصبة القامة علي قدمين.
- بالرغم من التشابه بين الصفات التشريحية للإنسان ولوسي إلا أن قدرتها علي المشي لا ترقي لقدرة الإنسان من حيث الكفاءة ومعدلات استهلاك الطاقة.
- احتفظت لوسي بقدرة علي تسلق الأشجار بشكل يقارب قدرة القردة ويتفوق علي قدرة الإنسان علي ذلك.

## الرأي الأخر
يعود الرأي الأخر لاعتبار لوسي سلفاً بشرياً إلى الطريقة العلمية التي تعتمد لتحديد إحدى الكائنات الرئيسية التاريخية كأحد أسلاف البشر وهي وفق الاعتبارات التي تعد ميزات بشرية:
- المشي على قدمين
- استخدام النار
- استخدام الأدوات
- حجم الدماغ
- شكل الوجه
- ارتباط الرأس بالرقبة وتفاصيل هيكلية أخرى

وتعتبر لوسيي أو أسترالوبيثكس عفرنسيس من أسلاف البشر بحسب التصنيف الشائع لأنها تمشي على قدمين ولأن وجهها مسطح، وهذه الصفة للوجه معروفة لقرد أورنتاغان الياباني الحالي، وهي تفتقد لحجم الدماغ البشري المميز الرئيسي للبشر كما لم يثبت استعمالها للنار أو الأدوات؛ ولذلك يعتبرها بعض الباحثين مجرد قردة منقرضة أثير حولها حملة إعلامية، وهي مستحاثة لا يوجد من بقاياها سوى 40% من الهيكل وأثير حولها ضجة إعلامية فما سمي بطفل لوسي يسبقها بمائة ألف عام، 

## اكتشاف لوسي
اكتشف عالم الجيولوجيا والمستحاثات البشرية موريس تاييب تشكيلة الهدار للمستحاثات البشرية في عام 1974 بمثلث العفر الإثيوبي، وأدرك إمكانية أن يكون هذا المكان مستودع لأحافير ومصنوعات بشرية. كان تاييب قد شكل بعثة العفر البحثية الدولية (IARE) ووجه دعوات لثلاثة من العلماء الرواد عالميا للقيام ببعثات بحثية داخل تلك المنطقة. كان هؤلاء الثلاثة: دونالد جوهانسون، عالم المستحاثات البشرية وأمين متحف كليفلاند للتاريخ الطبيعي، والذي أسس لاحقا معهد الأصول البشرية الذي أصبح الآن جزءا من جامعة ولاية أريزونا، وماري ليكي، عالم المستحاثات البشرية البريطاني المرموق، وإيف كوبانس، عالم المستحاثات البشرية الفرنسي الذي يعمل حاليا بكوليج دو فرانس. وسرعان ما شكلت البعثة بصحبة أربعة أمريكيين وسبعة فرنسيين، وفي خريف عام 1973 بدأ الفريق مسح المواقع حول الهدار بحثا عن علامات مرتبطة بأسلاف البشر.
في نوفمبر 1971، وقرب نهاية موسم الحقل الأول، لاحظ جوهانسون أحفورة للنهاية العلوية لعظمة ساق، والتي كانت مشرَّحة قليلا من الجهة الأمامية. وبالقرب منها، وجدت نهاية سفلية لعظام فخذ، وعندما راكبهما جوهانسون معا، أوضحت زاوية مفصل الركبة أن هذه الأحفورة، التي يشار إليها بإيه إل 129-1، كانت شبيه بشر منتصب المشية. وقد قدر عمرها فيما بعد بأكثر من ثلاثة ملايين عام –أي أكبر بكثير من الأحافير شبه البشرية الأخرى التي كانت معروفة وقتئذ. يقع هذا الموقع على بعد 2.5 كيلومترا (1.6 ميل) من الموقع الذي اكتشفت فيه «لوسي»، وفي طبقة صخرية أعمق بمائتي قدم (61 متر) من تلك التي وجد فتات لوسي بها.
عاد الفريق من أجل موسم الحقل الثاني في العام التالي ووجدوا فكوكا لأشباه بشر. وعقب ذلك، وفي صباح الرابع والعشرين من نوفمبر 1974، قرب نهر أواش، لم يتبع جوهانسون خطته بأن يبلغ عن ما لاحظه في حقله، وانضم إلى الخريج الجامعي توم غراي لمسح الموقع 162 بحثا عن أحافير عظمية.
وفقا لإفادات جوهانسون (المنشورة) لاحقا، فقد قضى ساعتين بصحبة توم غراي، في السهل متزايد الحرارة والجاف، بحثا عن بقع ترابية. قرر جوهانسون، متبعا حدسه، أن ينظر أسفل أخدود صغير كان عمال آخرون قد تحققوا منه لمرتين على الأقل قبل ذلك. وعند النظرة الأولى، لم يتضح أي شيء، لكن لدى مغادرتهما لمح جوهانسون أحفورة؛ كسرة من عظمة ذراع ملقاة على المنحدر. وبالقرب منها وجدا مؤخرة جمجمة صغيرة. ولاحظا على مسافة بضعة أقدام (قرابة المتر الواحد) وجود جزء من عظة فخذ. وبمتابعة الاستكشاف، وجدا المزيد والمزيد من العظام على المنحدر، كان منها فقرات وجزء من الحوض وأضلاع وقطع من الفك. بعد ذلك، قاما بوضع علامة على تلك البقعة، وعادا إلى المخيم، وكانا متحمسين لاكتشافهما كثيرا من القطع التي بدا أنها تخص فردا واحدا من أشباه البشر.
بعد الظهيرة، عاد جميع أفراد البعثة إلى الأخدود لعزل الموقع وتحضيره للتنقيب والجمع بحذر، وهو ما استغرقهم ثلاثة أسابيع لإتمامه. وفي مساء ذلك اليوم احتفلوا في مخيمهم، وفي وقت ما من تلك الليلة أعطوا الأحفورة إيه إل 288-1 اسم «لوسي»، تيمنا بأغنية البيتلز «لوسي في السماء مع الماسات»، والتي كانت تعمل وتعاد بصوت عال على مسجل شرائط في المخيم.
وعلى مدار الثلاثة أسابيع التي تلت ذلك، عثر الفريق على عدة مئات من قطع أو أجزاء عظام غير متكررة، وه وما أكد التكهن الأصلي بأن تلك القطع تخص فردا واحدا، وفي النهاية أعلن الفريق عن استعادة 40% من هيكل عظمي لشبيه بشر بشكل مذهل. وقد حدد جوهانسون أن شبيه البشر ذلك كان أنثى، وذلك استنادا على عظمة حوض كاملة وعظمة عَجُز، وهو ما أوضح عرض فتحة الحوض.
بلغ طول لوسي 1.1 مترا (3 قدم 7 بوصة)، وبلغ وزنها 29 كيلوغراما (64 رطل)، وكانت (بعد إعادة تشكيلها) تبدو بشكل ما كشمبانزي. امتلكت لوسي دماغا صغيرا مثل الشمبانزي، لكن الحوض وعظام الأرجل كانت شبه متماثلة وظيفيا مع تلك التي يمتلكها البشر الحديثون، مما يوضح بيقين أن نوع لوسي كان من أشباه البشر الذين ساروا واقفين منتصبين.
سمحت الحكومة الإثيوبية لجوهانسون بأن يجلب جميع قطع الهيكل العظمي المكتشفة إلى متحف كليفلاند للتاريخ الطبيعي بأوهايو، حيث جرى تثبيتها وإعادة تشكيلها من قبل الأنثروبولوجي أوين لوفيجوي. وقد جلبت حفرية لوسي شبه البشرية انتباها كبير من العامة، وأصبح اسمها شبه مألوف للجميع في ذلك الوقت. وبعد نحو 9 أعوام من ذلك، تمت إعادتها مجمَّعة إلى إثيوبيا.
أجريت اكتشافات إضافية للأسترالوبيثكس أفارينسيس منذ سبعينات القرن العشرين فصاعدا، مكسبة الأنثروبولوجيين بذلك فهما أفضل لنطاقات التباين الشكلي بين الأنواع. وقد اكتشف هيكل عظمي أكمل من سابقيه لشبيه بشر، يسمى أرديبيثكس، وذلك في وادي الأواش أيضا في عام 1992. كان أردي، مثل لوسي، نوع ينتقل من الهومينيد إلى الهومينين، لكنه، وبتاريخه الذي يعود إلى 4.4 مليون عام، كان قد تطور بشكل أسرع من نوع الأفارينسيس. كانت عمليات التنقيب عن عينة الأردي وحفظها وتحليلها صعبة واستغرقت وقتا طويلا؛ إذ بدأ العمل في عام 1992، ولم تكن النتائج نشرت بالكامل حتى أكتوبر 2009.